# Paul Green (football)
Pour les articles homonymes, voir Paul Green.
Paul Jason Green, né le 10 avril 1983 à Pontefract (Angleterre), est un footballeur international irlandais qui évolue au poste de milieu de terrain à Crewe Alexandra.

## En club
Le 28 juillet 2016, il s'engage avec Oldham Athletic.
L'11 janvier 2018, il est prêté à Crewe Alexandra.

## En sélection
Paul Green compte 20 sélections et 1 but avec l'Irlande.